# Baltic Coal Terminal
La Baltic Coal Terminal és una societat anònima constituïda per una empresa conjunta amb la Ventspils Tirdzniecības Osta i la Indteс Baltic Coal que representa als propietaris de la càrrega estrangera a Letònia. Opera una terminal de carbó especialitzada al port lliure de Ventspils, Letònia, que acull als vaixells més grans que entren al mar Bàltic: vaixells amb fins a 120.000 tones de pes mort.
El projecte de la terminal va començar el 2005, el permís de construcció va ser emès per l'ajuntament de Ventspils al juliol de 2005. Va ser inaugurada oficialment el 24 de novembre de 2008. El seu objectiu principal és emmagatzemar el carbó procedent de Rússia i enviar-lo cap a l'Europa occidental i els Estats Units.
El volum total de la inversió a la primera etapa ha estat d'uns 77 milions d'euros i permet una capacitat de càrrega fins a 6 milions de tones per any. Si es realitza la construcció del segon projecte la capacitat total de la terminal arribarà als 10,5 milions de tones anuals, en 2021 encara no s'havia construït.